# فرانك مكمان
فرانك مكمان (بالإنجليزية: Frank McMahon)‏ (4 يناير 1950 في المملكة المتحدة - ) هو مدرب كرة قدم ولاعب كرة قدم بريطاني في مركز الوسط. لعب مع كوفنتري سيتي وليسبورن ديستليري ونادي هارتلبول يونايتد وووترفورد يونايتد ويوفل تاون ولينكولن سيتي أف سي ونادي باث سيتي ودارلينجتون إف سى.